# The Dead (película)
The Dead (conocida como Dublineses (Los muertos) en España, Desde ahora y para siempre en  Hispanoamérica, y Los muertos en Argentina) es una película de 1987 dirigida por John Huston. Es la adaptación cinematográfica del relato «Los muertos», perteneciente a la obra Dublineses, de James Joyce.
Nominada a dos premios Óscar en 1987, se trata de la última película dirigida por John Huston, que tenía ochenta años y padecía un enfisema pulmonar, por lo que tuvo que dirigir la película en silla de ruedas y con ayuda de máscaras de oxígeno.

## Sinopsis
El día de la Epifanía (6 de enero) de 1904, las señoritas Morkan celebran, como cada año, una cena en su casa de Dublín, a la que acuden personajes importantes de la ciudad, entre ellos Gabriel Conroy, sobrino de las anfitrionas, y su esposa Gretta (Anjelica Huston), que será quien acabe centrando la atención de la historia tras recordar un amor pasado. 
Durante la velada se suceden los bailes, las conversaciones, los poemas y los discursos, pero será una canción, «The lass of Aughrim», interpretada por uno de los personajes, la que cambie el rumbo de la narración. Sucede en el momento en que Gabriel y Gretta se disponen a abandonar la casa, y desde el piso de arriba suena la voz de Bartell D'Arcy (Frank Patterson), tenor local, que hará a Gretta recordar un viejo amor truncado mientras permanece inmóvil en las escaleras.
A partir de aquí la película se convierte en una reflexión sobre el amor, el paso del tiempo, la vida y la muerte. Lo que para muchos es la representación de los pensamientos de John Huston en la recta final de su vida.

## Reparto
| Actor           | Personaje      |
| --------------- | -------------- |
| Anjelica Huston | Gretta Conroy  |
| Donald McCann   | Gabriel Conroy |
| Helena Carroll  | Kate Morkan    |
| Cathleen Delany | Julia Morkan   |
| Dan O'Herlihy   | Brown          |
| Marie Kean      | Sra. Malins    |
| Donald Donnelly | Freddy Malins  |
| Colm Meaney     | Sr. Bergin     |
| Frank Patterson | Bartell D'Arcy |

## Producción
La película inicialmente iba a rodarse en Dublín, pero debido al precario estado de salud de John Huston, se tuvo que rodar en un estudio en Los Ángeles. Aunque el relato original es de James Joyce, el hijo de Huston, John, se encargó de redactar el guion adaptado, si bien el propio director decidió introducir escenas que no aparecen en el relato original, como por ejemplo una en la que Mr Grace recita el poema «Donal Og», así como las escenas posteriores, en las que algunos de los demás personajes comentan las sensaciones que les ha transmitido el poema, al igual que la canción «The lass of Aughrim».
Huston, que en los inicios de su carrera profesional era guionista, dijo acerca de la película: «Estoy adaptando un cuento de Joyce que tenía pensado llevar al cine desde hace treinta años, pero con tantos filmes que he tenido que hacer para poder pagar a mis exmujeres y médicos, hasta ahora no había sido posible». La película se rodó entre enero y abril de 1987, Huston murió el 28 de agosto de ese mismo año, a la edad de 81 años. The Dead fue la última de sus 29 películas.